# Setnacht
Setnacht je považován za zakladatele 20. dynastie. Vládl krátce, uvádí se dva roky 1190–1188 př. n. l.  Jeho původ není jistý nicméně je nepochybné, že pocházel z okruhu panovnického dvora, zřejmě se podílel v nějaké funkci na správě země. Nejčastěji se uvádí, že byl vnukem Ramesse II., je ale také dosti pravděpodobné, že byl 39. synem Ramesse II. identifikovaného jako prince Sethemnakhte,který se narodil ve 46–48 roce vlády Ramesse II. Svou pozici si upevnil po dobu vlády královny Tausret. Z rozborů dat úmrtí Ramesse II., krátké vládě Setnachta (Sethemnakhte) se vyvozuje, že na trůn nastoupil ve věku 43–45 let a po krátké vládě dvou let zemřel. Změna jména na „Setnakhte“ po nástupu na trůn nebyla nikterak neobvyklá. Jeho nástupce Ramesse III. se mu narodil ve věku jeho 16 let. Pro obě zmíněné verze jeho původu existují archeologicky doložené indicie.

## Vláda

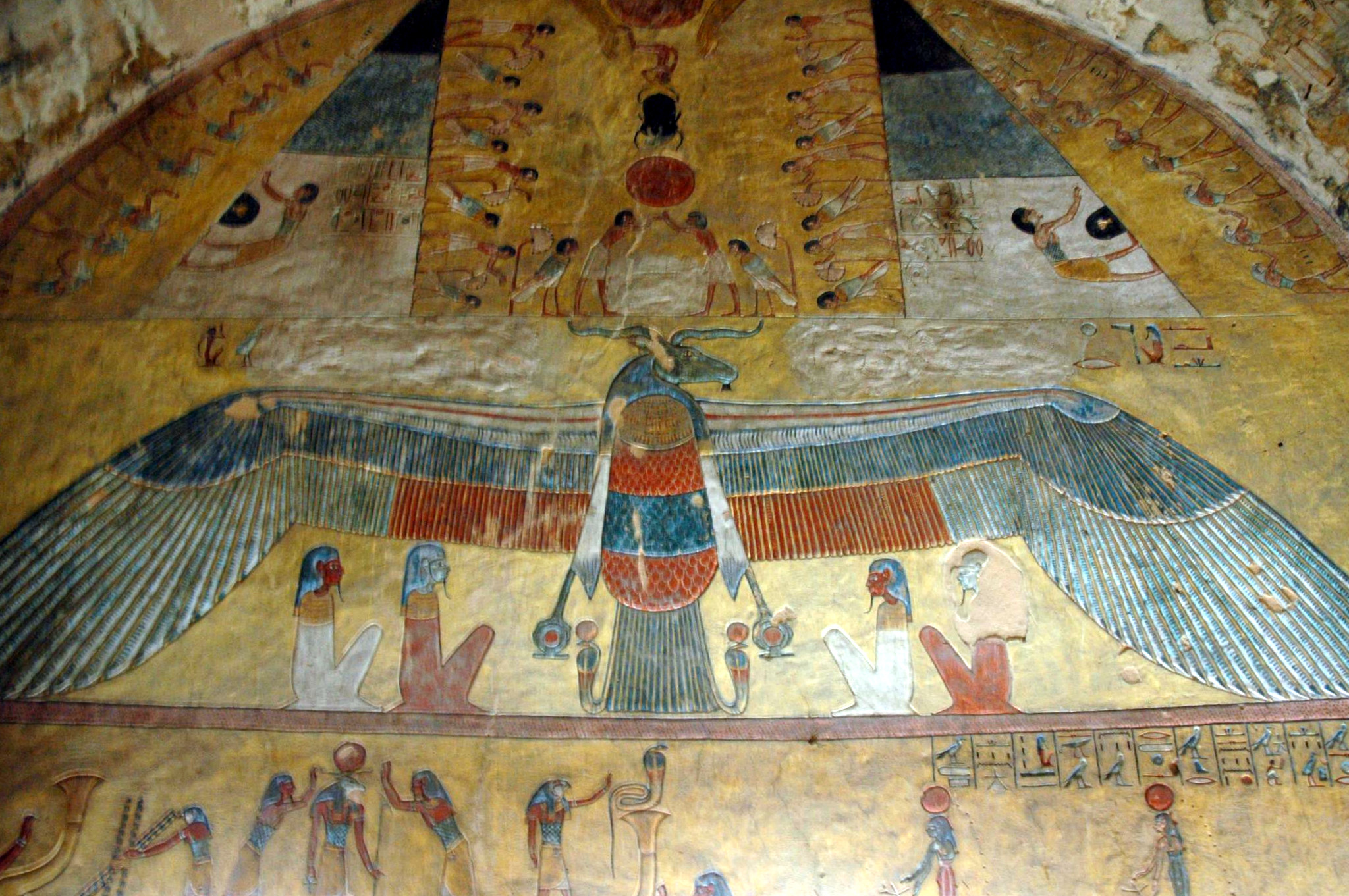
Scéna z hrobky KV14

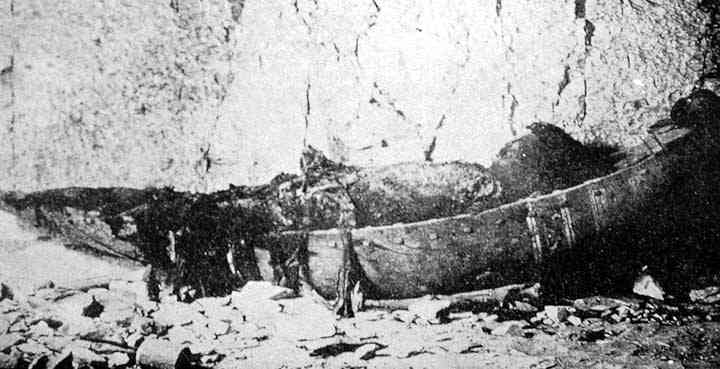
Torzo mumie; snímek z 1898

Faraon se ujal vlády v rozvrácené zemi, v prvním roce své vlády konsolidoval vládní palácové struktury, ve druhém roce zahájil tažení proti nájezdníkům, kterými byli podle stély z Elefantiny nespecifikovaní „Asiaté“. Další údaje poskytuje unikátní Harrisův papyrus, který byl objeven místními obyvateli v 1855 v hrobce poblíž Der el-Madinet, pak prodán antikvářovi z Alexandrie C.Harrisovi, dnes uložen v Britském Muzeu. Papyrus, napsaný několika písaři Hieratickém písmu, obsahuje soupis, případně inventur majetku chrámů Egyptě, spravovaného Ramessem III. a po jeho smrti předávaného následníku Ramesse IV. Papyrus také popisuje politickou situaci v zemi při nastolení faraona Setnachta, jeho syna a následníka Ramesse III. Setnacht je zde uváděn jako obnovitel pořádku v zemi, porazil rebely a nájezdníky „Asiaty“. 
 Úryvek z Harrisova papyru:
| „               | Ale když se bohové naklonili k míru, ustanovili zemi do jeho vlády podle svého obvyklého způsobu, jejich syna, který vyšel z jejich rukou, aby byl vládcem, nechť žije dlouho, každé země, na jejich velkém trůnu, Userkhare-Setepnere- Meriamon, ať dlouho žije, syn boha Re, Setnakht-Mererre-Meriamon, Když se rozzuřil byl Chepri Set (bůh Stvořitel), který uvedl celou zemi k poslušnosti, zabil vzpurné povstalce v Egyptě, očistil egyptský trůn boha Atuma… | “ |
| — Breasted §399 | |   |

V roce 2006 byla v Luxoru objevena žulová stéla, kde v horní části je Setnacht s modrou korunou, klečící před bohem Amun-Re, který drží klíč života „anch“. Ve spodní části je 17 řádků hieroglyfů. V pozadí je scéna modlícího se Velekněze Amun-Re Bakenkhaunsu.

## Hrobka
Setnacht zemřel ve věku asi 48–50 let. Jeho mumie se nezachovala. Snímek z 1898 ukazuje pouze její pravděpodobné torzo. Původně byl pohřben v hrobce KV14, kterou jeho syn Ramesse III. zabral a upravil jako památku na otce. Torzo mumie bylo zničeno při rabování hrobky ~1901.